# Leichtathletik-Europameisterschaften 1982/110 m Hürden der Männer

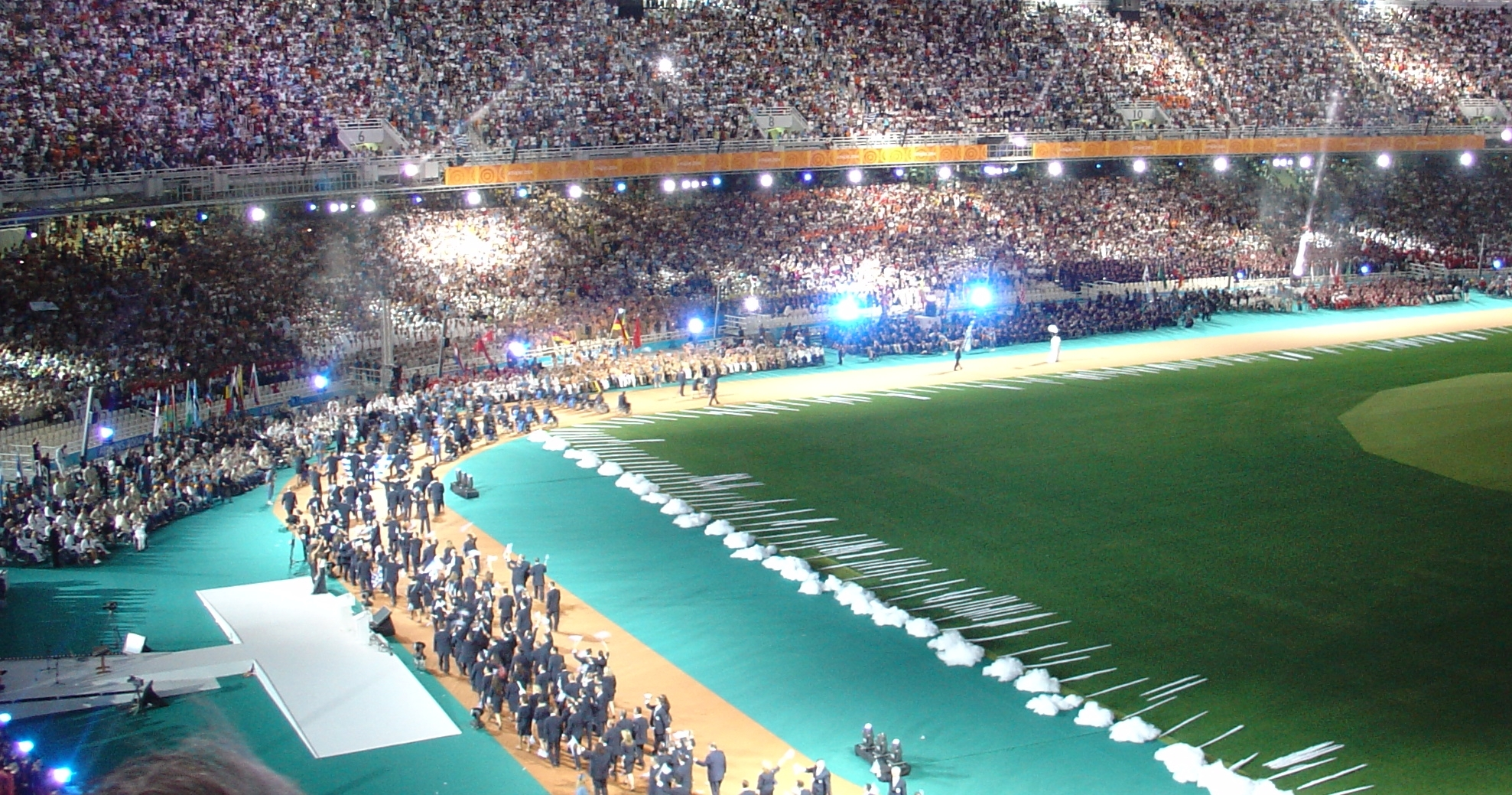
Das Athener Olympiastadion bei der Eröffnung der Paralympics 2004

Der 110-Meter-Hürdenlauf der Männer bei den Leichtathletik-Europameisterschaften 1982 wurde vom 9. bis 11. September 1982 im Olympiastadion von Athen ausgetragen.
Europameister wurde der Titelverteidiger und Olympiasieger von 1980 Thomas Munkelt aus der DDR. Rang zwei belegte der sowjetische Hürdensprinter Andrei Prokofjew. Der Finne Arto Bryggare errang wie 1978 EM-Bronze.

## Bestehende Rekorde
| Weltrekord           | 12,93 s | Renaldo Nehemiah | Zürich, Schweiz           | 12. August 1981   |
| Europarekord         | 13,28 s | Guy Drut         | Saint-Étienne, Frankreich | 29. Juni 1975     |
| Meisterschaftsrekord | 13,40 s | Guy Drut         | EM Rom, Italien           | 8. September 1974 |

Der bestehende EM-Rekord wurde bei diesen Europameisterschaften nicht erreicht. Die schnellste Zeit erzielte Europameister Thomas Munkelt aus der DDR im Finale mit 13,41 s bei einem Gegenwind von 0,9 m/s, womit er lediglich eine Hundertstelsekunde über dem Rekord blieb. Zum Europarekord fehlten ihm dreizehn Hundertstelsekunden, zum Weltrekord 48 Hundertstelsekunden.

## Vorrunde
9. September 1982
Die Vorrunde wurde in drei Läufen durchgeführt. Die ersten fünf Athleten pro Lauf – hellblau unterlegt – sowie der darüber hinaus zeitschnellsten Läufer – hellgrün unterlegt – qualifizierten sich für das Halbfinale.

### Vorlauf 1
Wind: +0,6 m/s
| Platz | Name              | Nation         | Zeit (s) |
| ----- | ----------------- | -------------- | -------- |
| 1     | Thomas Munkelt    | DDR            | 13,52    |
| 2     | Andrei Prokofjew  | Sowjetunion    | 13,71    |
| 3     | Mark Holtom       | Großbritannien | 13,72    |
| 4     | Arto Bryggare     | Finnland       | 13,72    |
| 5     | Ion Oltean        | Rumänien       | 13,82    |
| 6     | Roberto Schneider | Schweiz        | 13,92    |
| 7     | Herbert Kreiner   | Österreich     | 14,50    |

### Vorlauf 2
Wind: −1,7 m/s
| Platz | Name               | Nation         | Zeit (s) |
| ----- | ------------------ | -------------- | -------- |
| 1     | Jacek Rutkowski    | Polen          | 13,87    |
| 2     | Andreas Schlißke   | DDR            | 13,90    |
| 3     | Georgi Schabanow   | Sowjetunion    | 13,91    |
| 4     | György Bakos       | Ungarn         | 13,98    |
| 5     | Karl-Werner Dönges | BR Deutschland | 14,01    |
| 6     | Urs Rohner         | Schweiz        | 14,20    |
| 7     | Reijo Byman        | Finnland       | 14,36    |
| 8     | Petros Evripidou   | Griechenland   | 14,69    |

### Vorlauf 3
Wind: −1,6 m/s
| Platz | Name                | Nation           | Zeit (s) |
| ----- | ------------------- | ---------------- | -------- |
| 1     | Romuald Giegiel     | Polen            | 13,85    |
| 2     | Holger Pohland      | DDR              | 13,85    |
| 3     | Wilbert Greaves     | Großbritannien   | 13,86    |
| 4     | Alexander Putschkow | Sowjetunion      | 13,95    |
| 5     | Javier Moracho      | Spanien          | 14,01    |
| 6     | Daniele Fontecchio  | Italien          | 14,01    |
| 7     | Július Ivan         | Tschechoslowakei | 14,05    |

## Halbfinale
10. September 1982
In den beiden Halbfinalläufen qualifizierten sich die jeweils ersten vier Athleten – hellblau unterlegt – für das Finale.

### Lauf 1

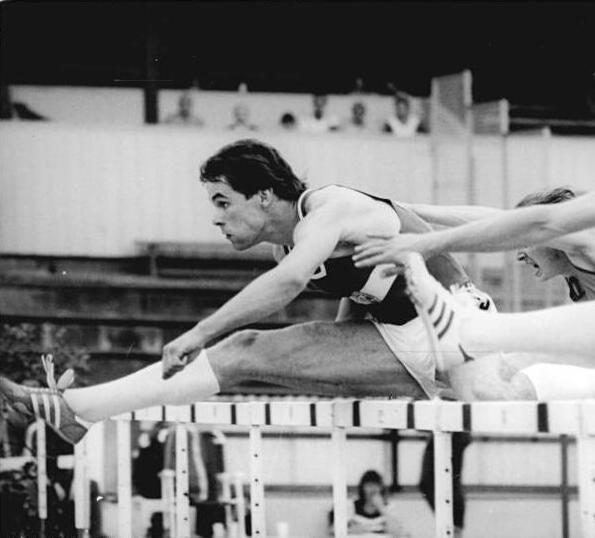
Andreas Schlißke verpasste den Finaleinzug im ersten Vorlauf nur um einen Rang bzw. zwei Hundertstelsekunden

Wind: +0,4 m/s
| Platz | Name               | Nation         | Zeit (s) |
| ----- | ------------------ | -------------- | -------- |
| 1     | Andrei Prokofjew   | Sowjetunion    | 13,58    |
| 2     | Holger Pohland     | DDR            | 13,62    |
| 3     | Karl-Werner Dönges | BR Deutschland | 13,65    |
| 4     | Romuald Giegiel    | Polen          | 13,77    |
| 5     | Andreas Schlißke   | DDR            | 13,79    |
| 6     | György Bakos       | Ungarn         | 14,06    |
| 7     | Mark Holtom        | Großbritannien | 14,14    |
| 8     | Roberto Schneider  | Schweiz        | 14,22    |

### Lauf 2
Wind: +1,0 m/s
| Platz | Name                | Nation         | Zeit (s) |
| ----- | ------------------- | -------------- | -------- |
| 1     | Thomas Munkelt      | DDR            | 13,47    |
| 2     | Arto Bryggare       | Finnland       | 13,59    |
| 3     | Wilbert Greaves     | Großbritannien | 13,66    |
| 4     | Alexander Putschkow | Sowjetunion    | 13,73    |
| 5     | Javier Moracho      | Spanien        | 13,76    |
| 6     | Georgi Schabanow    | Sowjetunion    | 13,79    |
| 7     | Jacek Rutkowski     | Polen          | 13,83    |
| 8     | Ion Oltean          | Rumänien       | 13,95    |

## Finale

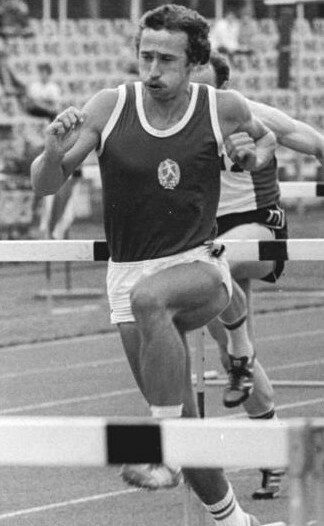
Der Olympiasieger von 1980 Thomas Munkelt wurde zum zweiten Mal Europameister
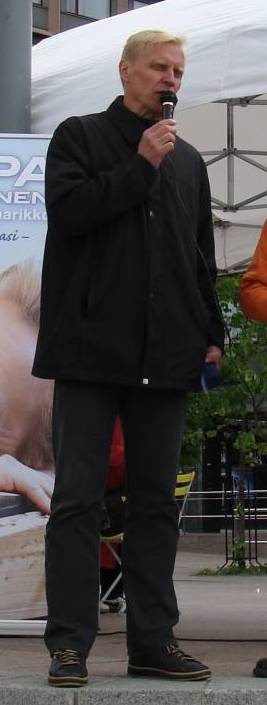
Arto Bryggare (hier im Jahr 2009) gewann wie vor vier Jahren EM-Bronze
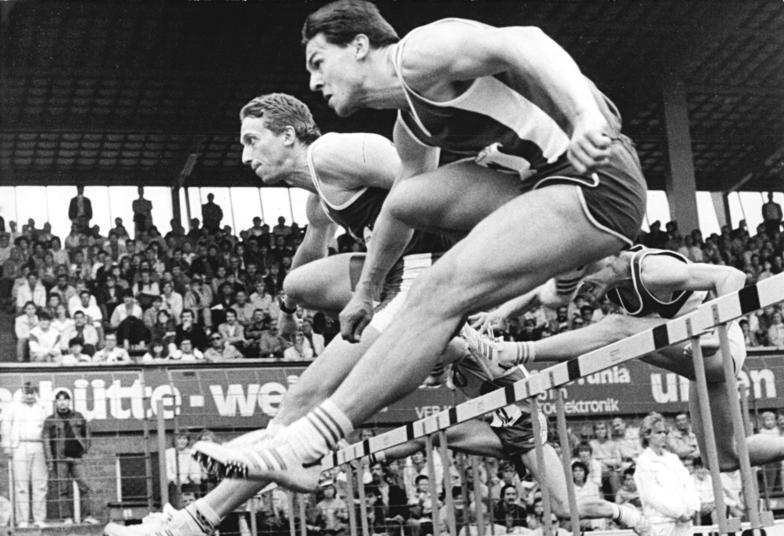
Holger Pohland (im Vordergrund) wurde Achter in diesem Finale

11. September 1982
Wind: −0,9 m/s
| Platz | Name                | Nation         | Zeit (s) |
| ----- | ------------------- | -------------- | -------- |
| 1     | Thomas Munkelt      | DDR            | 13,41    |
| 2     | Andrei Prokofjew    | Sowjetunion    | 13,46    |
| 3     | Arto Bryggare       | Finnland       | 13,60    |
| 4     | Wilbert Greaves     | Großbritannien | 13,67    |
| 5     | Alexander Putschkow | Sowjetunion    | 13,79    |
| 6     | Romuald Giegiel     | Polen          | 13,82    |
| 7     | Karl-Werner Dönges  | BR Deutschland | 13,83    |
| 8     | Holger Pohland      | DDR            | 13,89    |